# Ormond Beach
Ormond Beach város az USA Florida államában, Volusia megyében. Lakosainak száma 43 080 fő (2020. április 1.).

## Népesség
A település népességének változása:

| 2010 | 38 137 |
| 2020 | 43 080 |